# Гетисбург (Јужна Дакота)
Гетисбург (енгл. Gettysburg) град је у америчкој држави Јужна Дакота.

## Демографија
По попису из 2010. године број становника је 1.162, што је 190 (-14,1%) становника мање него 2000. године.
| Група             | 2000.         | 2010.         |
| Белци             | 1.322 (97,8%) | 1.124 (96,7%) |
| Афроамериканци    | 0 (0,0%)      | 3 (0,3%)      |
| Азијати           | 1 (0,1%)      | 2 (0,2%)      |
| Хиспаноамериканци | 2 (0,1%)      | 7 (0,6%)      |
| Укупно            | 1.352         | 1.162         |